# Тило Курт Ернст фон Брокдорф
Тило Курт Ернст фон Брокдорф (на немски: Thilo Curt Ernst Graf von Brockdorff; * 10 октомври 1871, Ашеберг, Шлезвиг-Холщайн; † 28 август 1914, Таненберг) е граф от род фон Брокдорф.

## Произход
Той е най-малкият син на граф Конрад Фридрих Готлиб фон Брокдорф-Алефелд (1823 – 1909) и графиня София Луиза Юлиана Ернестина фон Ранцау (1829 – 1898), дъщеря на граф Кристиан Вилхелм Хайнрих фон Ранцау (1796 – 1848) и графиня Отилия Агата Луиза София фон Ревентлов (1800 – 1883). Баща му е осиновен през 1837 г. от граф Конрад Кристоф фон Алефелд (1768 – 1853) и веднага се нарича фон Брокдорф-Алефелд.

## Фамилия
Тило Курт Ернст фон Брокдорф се жени за Йохана фон Далвиц (* 26 май 1884, Пархим; † 4 декември 1941, Кьонигсберг). Те имат двама сина:
- Йохан-Готлиб Август Гюнтер Куно фон Брокдорф-Далвиц (* 28 септември 1909; † 17 юли 1941)
- Хайнрих Кристиан Макс Антон фон Брокдорф (* 19 декември 1913; † 29 юни 1941)